# Medusa (De Rode Ridder)
Medusa is het 125ste stripverhaal uit de reeks van De Rode Ridder. Het is geschreven en getekend door Karel Biddeloo. De eerste albumuitgave was in 1988.

## Het verhaal
Johan doorkruist de Abyss-woestijn. Wanneer hij bij een meertje halt houdt, wordt zijn paard door wurgplanten het meer in getrokken, waarna de planten zich tegen hem richten. Ternauwernood weet Johan de planten te verslaan, maar hij wordt gevangengenomen door Amazonen. Deze vrouwen blijken de in opstand gekomen vrouwen van de Jarnaï-stam te zijn. Hun mannen bevinden zich in de tempel van een wezen dat Medusa heet. Zij verzekeren het wezen van een constante stroom menselijke offers. Johan besluit de vrouwen te helpen in hun strijd tegen het terreurregime van Medusa. Zijn strijdgenoten zijn Sigrid, Naomi en de voormalige opperpriester van Medusa, Yakki.
Eenmaal in de tempel blijkt dat Medusa Johan verwacht en plannen met hem heeft. Zij is namelijk het resultaat van de experimenten van de voorouders van de Jarnaï, nog voor de zondvloed. Slechts door menselijke offers kan zij haar onsterfelijkheid behouden, maar de opstand van de Jarnaïvrouwen heeft roet in het eten gegooid. Daarom wil ze dat Johan de Jarnaïkrijgers aanvoert op veroveringstocht teneinde nieuwe gebieden en dus nieuwe offers voor Medusa te veroveren. Johan weigert, en bindt de strijd met Medusa aan.
Wanneer Medusa's helpers, de Jarnaïkrijgers en de tot leven gewekte mummies van voormalige opperpriesters falen, werpt Medusa haar mantel af en valt zelf aan. Zij blijkt een soort monster, beslist niet de Medusa uit de Griekse mythologie. Johans zwaard kan niet door haar harde pantser heen, maar uiteindelijk blijken de blaaspijlen verborgen in Yakki's "toverstaf" de sleutel tot het verslaan van Medusa. Medusa en de tempel gaan ten onder in de vlammen, en de stam kan nu weer rustig een nieuw bestaan opbouwen.